# Kalaeloa
Kalaeloa – census-designated place (CDP) na wyspie Oʻahu, w hrabstwie Honolulu, na Hawajach, w Stanach Zjednoczonych. Według szacunków United States Census Bureau w roku 2010 CDP miało 48 mieszkańców.

## Geografia
Według United States Census Bureau census-designated place obejmuje powierzchnię 0,3 mil2 (0,7 km²).

## Demografia
Według spisu z roku 2000, CDP zamieszkiwało 67 osób, które tworzyły 16 gospodarstw domowych i 16 rodzin. Średni roczny dochód dla gospodarstwa domowego wynosił 65 625 $. Średni roczny dochód na osobę wynosił 21 083 $ (49 531 $ dla mężczyzn i 0 $ dla kobiet). Żadna osoba nie żyła poniżej granicy ubóstwa.